# Aquilegia paui
Aquilegia paui o corniol dels Ports és una espècie de planta amb flor que pertany a la família de les ranunculàcies.

## Descripció
Es tracta de plantes de mida petita (fins a 20 cm), amb flors blanques o d'un blau pàl·lid, sèpals de 10-15 mm i esperó de 6-10 mm. Tanmateix, resta per confirmar, a la llum d'un estudi taxonòmic acurat, el valor diagnòstic d'aquests caràcters, per tal de poder separar Aquilegia paui de la polimòrfica Aquilegia vulgaris.

## Distribució i hàbitat
És una planta endèmica de la zona dels Ports de Beseit (Tarragona), que va ser descrita sobre la base de material recol·lectat per Pius Font i Quer l'any (1920).
Segons alguns taxonomistes Aquilegia paui no es tractaria d'una espècie diferent sinó un sinònim d'Aquilegia vulgaris o una subespècie d'Aquilegia vulgaris.
Els darrers temps ha anat creixent arreu l'interès per l'estat de conservació de la flora vascular, en especial dels endemismes d'àrees restringides o amb poblacions isolades lluny del nucli de la seva àrea de distribució.
Des del punt de vista de la conservació, sembla que Aquilegia paui seria un tàxon raríssim restringit a una sèrie de canals ombrívoles i orientades al nord, on colonitza pedregars calcaris, i més rarament pradells de peu de cingle. Sovint creix vora espècies endèmiques de les muntanyes del sud de Catalunya com Salix tarraconensis (Pau), Arenaria viridis (Font Quer) i Thymus willkommii (Ronniger).
Atesa la seva raresa està catalogada dins de l'annex 1 (en perill d'extinció) pel Decret 172/2008, de 26 d’agost de la Generalitat, mitjançant el qual es va crear el Catàleg de flora amenaçada de Catalunya.

## Taxonomia
Aquilegia paui va ser descrita per Pius Font Quer i publicat a Treballs de la Institució Catalana d'História Natural 5(3): 198. 1920.
Etimologia
aquilegia : nom genèric que deriva del llatí aquila = "l'àguila", en referència a la forma dels pètals de la qual es diu que és com l'urpa d'una àguila.
paui: epítet que designa en honor del botànic i farmacèutic del País valencià Carles Pau i Espanyol.